# Elevador do Mercado

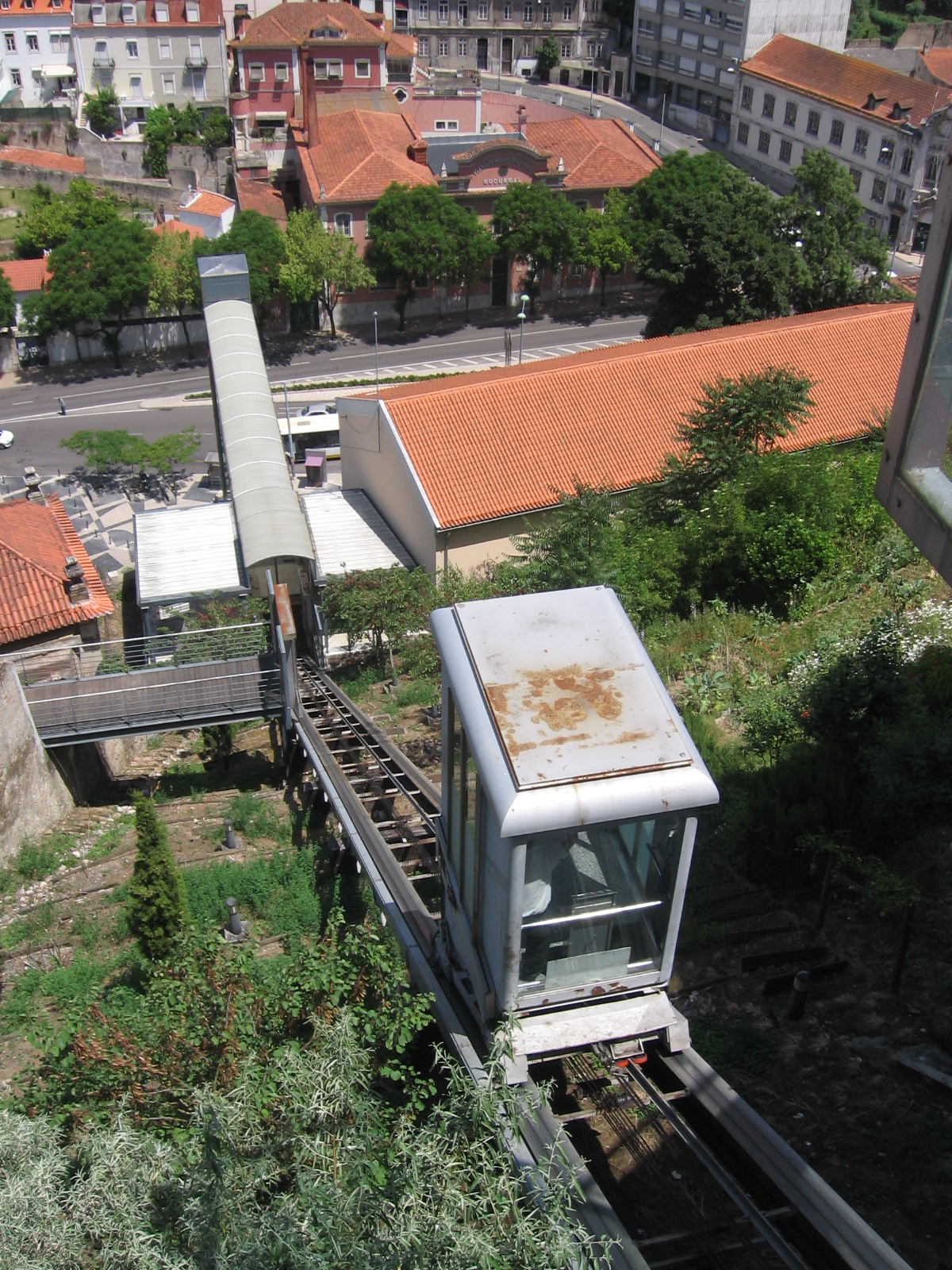
Troço superior, em plano inclinado

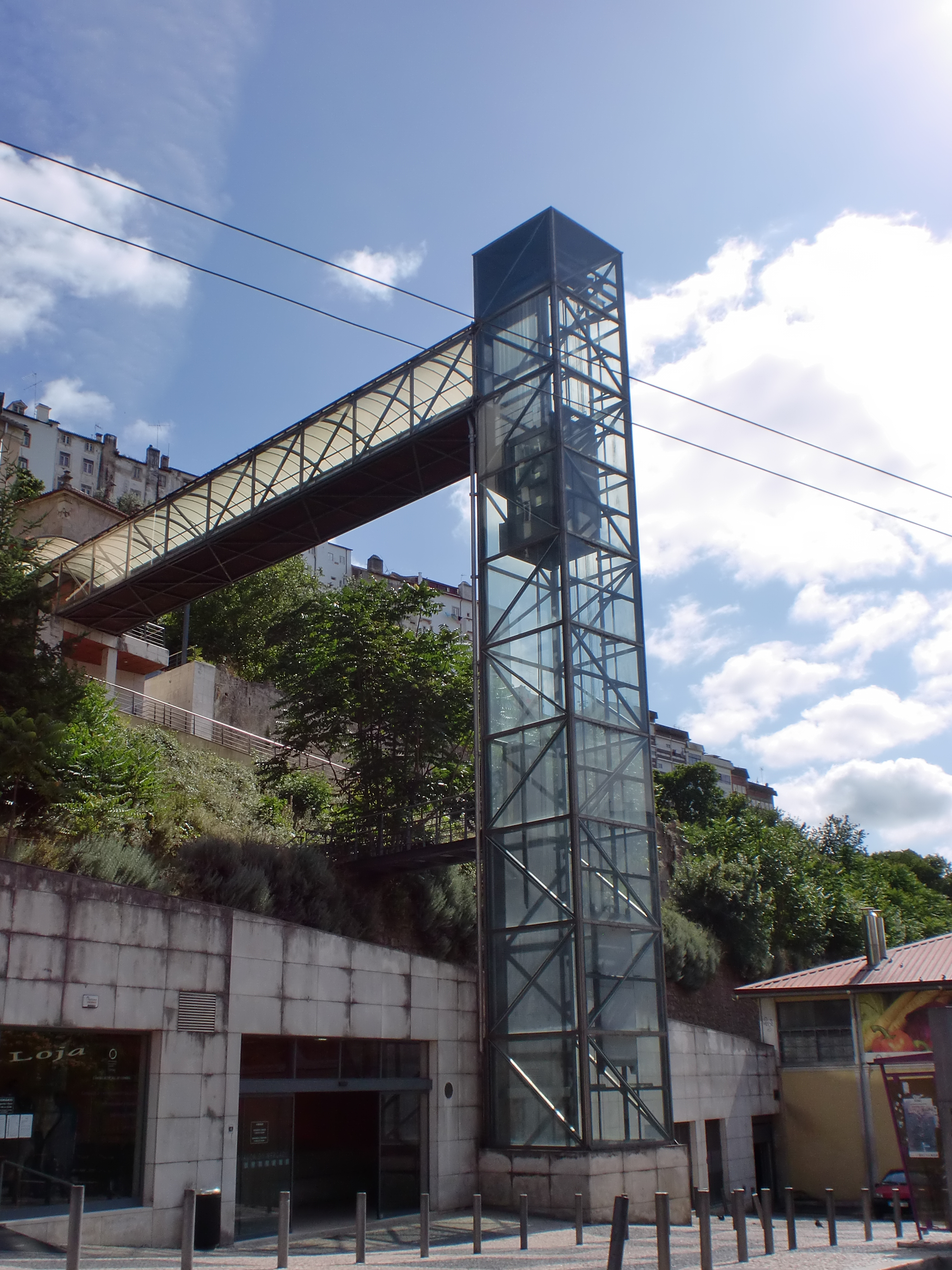
Troço inferior, vertical, visto da Avenida Sá da Bandeira

O Elevador do Mercado localiza-se em Coimbra, Portugal, e é explorado pelos SMTUC, um serviço municipal. Liga o Mercado Municipal D. Pedro V à Rua Padre António Vieira, num percurso misto composto por um elevador vertical nos primeiros 20 m e por um elevador em plano inclinado até ao topo, aos 51 m, havendo apenas uma cabina montada em cada segmento.
Funciona diariamente até às 21:00, abrindo às 10:00 aos domingos e feriados e às 07:30 nos restantes dias. O acesso é franqueado a portadores de títulos de transporte válidos SMTUC, incluindo o cartão “Centro Histórico”, de acordo com os tarifários em vigor, sendo possível a aquisição de bilhetes de bordo avulsos. Até 2012, cidadãos com idade superior a 60 anos estavam autorizados a viajar gratuitamente.
Foi construído no início da década de 2000, tendo sido inaugurado em 2001. Encontrava-se encerrado em 2013, por motivos de manutenção.